# 网络夏藤
网络夏藤（学名：Wisteriopsis reticulata），又名老荊藤、网络崖豆藤、网络鸡血藤、昆明鸡血藤，为豆科崖豆藤属的植物。分布于台灣、越南以及中国大陆的湖北、海南、四川、广西、浙江、福建、云南、江西、江苏、广东、贵州、安徽、湖南等地，生长于海拔1,000米的地区，多生长在山地灌丛和沟谷，目前尚未由人工引种栽培。

## 延伸阅读
[在维基数据编辑]
 《植物名實圖考·昆明雞血藤》，出自吳其濬《植物名實圖考》